# Уфимский уезд (1586—1708)
Уфимский уезд — административно-территориальная единица в Русском Царстве. Создан в 1586 году. В соответствии с указом от 18 декабря 1708 года, вошёл в состав Казанской губернии, в последующем преобразован в Уфимскую провинцию.

## География
Границы уезда на западе доходили до реки Волги, на северо-западе проходили по левобережью Камы (местами по правобережью), на юго-востоке и юге шли от верховьев Тобола по среднему течению реки Яик и её притока Илек, до низовьев рек Белая и Малый Узень.

## История
После вхождения Башкортостана в состав Русского государства, в 1574 построен Уфимский кремль. В 1586 Уфе даётся статус города и учреждается уезд. В составе уезда — Казанская, Ногайская, Осинская и Сибирская дороги.
Уфимский уезд предполагался к преобразованию в Уфимскую губернию, позже упразднён к 1708, и вошёл в состав Казанской губернии. Уфимская приказная изба (документы охватывают период до 1710) передана Приказу Казанского дворца, и позже преобразована в Уфимскую провинциальную канцелярию. При этом, в 1701 учреждена Уфимская крепостная контора как одно из подразделений канцелярии. В 1711, после завершения башкирских восстаний, уезд передан в непосредственное ведение Сената.
Для Уфимской провинции указываются разные годы создания: 1700 (учреждена согласно Указу Петра I, но не утверждена; А. И. Кривощёков, В. А. Ефремов), 1706 (Н. М. Чернавский), 1708 (С. М. Черемшанский, В. А. Новиков, В. Н. Витевский), около 1712–1715 (В. Н. Муратова), 1715 (И. М. Гвоздикова), 1719 (Б. А. Азнабаев, Р. Г. Буканова). Согласно Р. Г. Букановой, официально провинция, по губернской реформе Петра I, утверждена только к 1719.

## Управление
Управление уездом находилось в ведении различных государственных органов. Общее управление осуществлялось Приказом Казанского дворца, одним из центральных органов власти Русского государства того времени, занимавшимся административным, военным, судебным и финансовым управлением на обширной территории, принадлежавшей ранее Казанскому, Астраханскому и Сибирскому ханству, и охватывающей кроме, Уфимского уезда, Казанский уезд, Нижнее и Среднее Поволжье, Мещеру и Нижегородский уезд (до 1587 года), Сибирь (до 1637 года). Одной из важных задач Приказа Казанского Дворца являлось составление ясачных книг и сбор ясака с нерусского населения. Разрядным приказом назначались воеводы. Отношения с соседними народами (для Уфимского уезда - казахи, калмыки, ногайцы, яицкие казаки) регулировались Посольским приказом. Приказ Большого дворца ведал дворцовыми волостями и селами. Местное самоуправление осуществлялось Уфимской приказной избой.
После завершения башкирских восстаний, в 1711 году Уфимский уезд передан в непосредственное ведение Сената. В 1728 году делегация башкир во главе с Яркеем Янчуриным подало императору Петра II прошение «Об учинении розыска по поводу обид и притеснений, перенесенных ими от воевод и целовальников, и об охранении их вотчинных прав на земли», после которого вышел указ императора «Об отделении Уфимской провинции от Казанской губернии, о состоянии оной в особенном ведомстве Сената», согласно которому Уфимская провинция (кроме Мензелинска) была официально изъята из состава губернии.

### Уфимская приказная изба
Уфимской приказной избой решались вопросы, связанные с административным, военным, дипломатическим, полицейским, судебным, финансовым и пр. управлением на территории Уфимского уезда и Уфы. Во главе этого органа местного управления стоял воевода, которому подчинялся значительный штат служащих.  В состав этого штата входили: дьяк, подьячие, целовальники, таможенные головы, годовальщики, переводчики и толмачи.

### Уфимские городовые воеводы
| Ф. И. О.                        | Время замещения должности        |
| ------------------------------- | -------------------------------- |
| Нагой М.А.                      | 1590; 1592; 1594-1602; 1603-1605 |
| Ладыгин Б.В.                    | 1593                             |
| Годунов Никита Васильевич       | 1605/06 - 1607; 1610/11          |
| Власьев Афанасий Иванович       | 1605/06 - 1612/13                |
| Онучин Михаил Андреевич         | лето 1613 - январь 1614          |
| Каловский Иван Ермолаевич       | январь 1614-1614/15              |
| Хилков Борис Андреевич          | 1614/15 - октябрь 1616           |
| кн. Елецкий Фёдор Александрович | 1615                             |
| Хлопов Гаврила Васильевич       | 1616 - май 1620                  |
| Прончищев Осип                  | май 1620 - апрель 1621           |
| апрель 1621 - октябрь 1622      |                                  |
| Коробьин Семён Гаврилович       | октябрь 1622 - 1623/24           |
| Волынский Семён Иванович        | 1623/24 - 1625/26                |
| Чичерин Иван Иванович           | 1626/27 - июнь 1628              |
| Желябужский Иван Григорьевич    | июнь 1628 - осень 1634           |
| Вельяминов Н.Д.                 | осень 1634 - осень 1636          |
| кн. Волконский П.Ф.             | осень 1636 - осень 1639          |
| Салтыков И.И.                   | осень 1639 - декабрь 1640        |
| Плещеев Л.А.                    | декабрь 1640 - 1641/42           |
| Бутурлин М.М.                   | 1643 - июнь 1645                 |
| Алябьев Ф.А.                    | июнь 1645 - 1646/47              |
| Пожарский П.Д.                  | август 1645 - 1646/47            |
| Плещеев Л.А.                    | 1646/47 - осень 1649             |
| Милославский Ф.Я.               | осень 1649 - 1652                |
| Францбеков И.А.                 | 1653 - 1655                      |
| Нарбеков А.С.                   | 1656                             |
| Головин А.И.                    | 1657 - май 1658                  |
| Панчуледзев И.С.                | 1658                             |
| Измайлов А.Т.                   | 1659 - 1660/61                   |
| Сомов Ф.И.                      | 1660/61 - сентябрь 1662          |
| Волконский Ф.Ф.                 | сентябрь 1662 - октябрь 1663     |
| Волконский А.М.                 | октябрь 1663 - май 1664          |
| Сомов Ф.И.                      | май 1664 - 1667                  |
| Кондырев И.П.                   | январь 1671 - 1672               |
| Кондырев П.Т.                   | 1673 - сентябрь 1676             |
| Хитрово В.Я.                    | сентябрь 1676 - май 1678         |
| Скуратов П.Д.                   | осень 1679 - 1680/81             |
| Коркодинов А.М.                 | 1680/81 - 1683                   |
| Борятинский Д.А.                | февраль 1683 - 1684              |
| Кондырев И.П.                   | декабрь 1685 - июль 1686         |
| Борятинский И.Ф.                | осень 1686 - 1688                |
| Толстой И.А.                    | 1689 - май 1691                  |
| Стрешнев В.Ф.                   | май 1691 - сентябрь 1694         |
| Головин Д.Н.                    | сентябрь 1694 - май 1695         |
| Юрьев Г.А.                      | май 1695 - май 1696              |
| Леонтьев В.Ф.                   | май 1696 - 1697                  |
| Молостов Д.И.                   | 1697                             |
| Пушкин И.К.                     | октябрь 1697 - апрель 1700       |
| Аничков Б.Ф.                    | май 1700 - февраль 1701          |
| Зыбин Е.П.                      | февраль 1701 - 1703              |
| Тухачевский Г.Я.                | 1703 - 1704                      |
| Аничков А.                      | 1704 - 1705                      |
| Аристов Л.                      | 1705 - 1708                      |
| Есипов Ф.                       | 1708                             |